# Sulkovec
Sulkovec (en allemand : Sulkowetz) est une commune du district de Žďár nad Sázavou, dans la région de Vysočina, en République tchèque. Sa population s'élevait à 170 habitants en 2020.

## Géographie
Sulkovec se trouve à 3,5 km au nord-nord-est de Bystré, à 27 km à l'est-sud-est de Žďár nad Sázavou, à 57 km au nord-sud-est de Jihlava et à 145 km au sud-est de Prague.
La commune est limitée par Nedvězí et Bystré au nord, par Nyklovice et Rovečné à l'est, par Chlum-Korouhvice au sud, et par Dalečín et Ubušínek à l'ouest.

## Histoire
La première mention écrite de la localité date de 1459.

## Administration
La commune se compose de deux quartiers :
- Polom
- Sulkovec

## Transports
Par la route, Sulkovec se trouve à 6 km de Bystré, à 33,5 km de Žďár nad Sázavou, à 70 km de Jihlava et à 187 km de Prague.